# Новый (Мурашинский район)
Новый — поселок в составе Мурашинского района Кировской области. 

## География
Находится на расстоянии примерно 18 километров по прямой на восток-северо-восток от районного центра города Мураши.

## История
Известен с 1978 года. В 1989 году здесь было учтено 417 жителей. До 2021 года входил в Мурашинское сельское поселение Мурашинского района, ныне непосредственно в составе Мурашинского района.

## Население
Постоянное население  составляло 252 человека (русские 86%) в 2002 году, 79 в 2010.